# 4th Division (Neuseeland)
Die 4th Division war eine von drei Divisionen des neuseeländischen Heeres die während des Zweiten Weltkriegs zum Zweck der Heimatverteidigung aufgestellt wurden. Ihre Gründung erfolgte am 1. November 1941. Ihre Aufgabe war es, die südlichen Küsten der neuseeländischen Nordinsel gegen mögliche Feindinvasionen zu verteidigen. Im Verlauf des Jahres 1943 wurde die Division stark verkleinert und zum 1. April 1944 schlussendlich aufgelöst, ohne in Kampfhandlungen verwickelt gewesen zu sein.

## Geschichte
Als Teil der Vorbereitungen auf einen möglichen Kriegsausbruch im Pazifikraum begann Ende 1941 der Ausbau der auf Neuseeland stationierten Verteidigungskräfte. Zum 1. November des Jahres erfolgte die Bildung von drei neuen Brigade- sowie ebenfalls drei Divisionshauptquartieren um die Truppen im nördlichen, zentralen und südlichen Militärdistrikt des Landes zu koordinieren und führen. Bei ihrer Aufstellung unterstand die Division dem zentralen Militärdistrikt und verfügte über zwei Brigadengruppen, eine in Armeen des Commonwealth verwendete Bezeichnung für neu aufgestellte Truppen die noch nicht über eine endgültige Struktur verfügen.
Nach Ausbruch des Pazifikkriegs erfolgte die weitere Aufstockung der neuseeländischen Truppenstärke. Die aus Reservisten bestehende Territorial Force wurde zum 10. Januar 1942 vollständig mobilisiert und um zusätzliche 7.000 Mann verstärkt, die sich ursprünglich in die New Zealand Expeditionary Force zum Einsatz in Übersee eingeschrieben hatten. Aufgabe der Territorial Force war es, mögliche japanische Landungen in Neuseeland abzuwehren. Hierfür wurden sowohl mobile als auch Festungseinheiten gebildet. Die Home Guard sollte die Territorial Force bei Eintritt einer Invasion zusätzlich unterstützen.
Im Verlauf des Jahres 1942 wurden die drei in Neuseeland stationierten Divisionen in mobile Formationen umgruppiert und die bisher als Central Division benannte Einheit in 4th Division umbenannt. Die North- und South Division wurden zur 1st und 5th Division. Erster Befehlshaber der 4th Division wurde Major General (Generalmajor) Norman Weir. Mitte 1942 bestand die Division hauptsächlich aus der 2nd Infantry Brigade (2. Infanteriebrigade) nahe Palmerston North und der 7th Brigade Group (7. Brigadegruppe) bei Masterton. Zusätzlich verfügte sie über eine Reihe von Aufklärungs-, Artillerie-, Pionier- und Nachschubeinheiten die direkt dem Divisionshauptquartier unterstanden. Alle Heereseinheiten in Neuseeland wurden anfangs in hoher Bereitschaft gehalten, da eine japanische Landung 1942 als durchaus wahrscheinlich schien. Durch den Kriegsverlauf wurden die Strandverteidigungsanlagen bereits ab August des Jahres nicht mehr ständig besetzt gehalten. Zusätzlich wurde Masterton am 24. Juni von einem Erdbeben getroffen, weshalb Teile der dort stationierten Truppen anschließend dort aushalfen. Zu einem nicht mehr näher bekannten Zeitpunkt im Jahr 1942 übernahm Brigadier Geoffrey Peren den Befehl über die Division und hielt ihn bis ins Jahr 1943. Peren hatte vorher die 2nd Infantry Brigade befehligt. Weir ging im Anschluss an seine Ablösung an den Kriegsschauplatz in Übersee und kommandierte die neuseeländischen Truppen in Ägypten.
Mit Abnahme der eingeschätzten Invasionsgefahr ging die Verringerung der Truppenstärke auf Neuseeland einher. Anfang 1943 erfolgte die Reduzierung der Truppenstärke der drei Heimatverteidigungsdivisionen von insgesamt 22.358 Mann auf 11.530 Soldaten. Die nichtdivisionalen Einheiten wurden noch weitaus stärker verkleinert. Die neuseeländische Regierung ordnete am 28. Juni die generelle Aufhebung der Bereitschaft der Verteidigungskräfte an, was die Truppenstärke weiter verringerte. Bis Ende des Jahres war fast sämtliches Personal der Territorial Force demobilisiert worden, wobei sie zunächst allerdings noch ihre Uniformen und Ausrüstung behielten. Die insgesamt sieben Brigade- und drei Divisionshauptquartiere in Neuseeland verfügten im Anschluss an die Demobilisierung noch über gemeinsam 44 Soldaten. Der weiterhin positive Kriegsverlauf führte letztendlich dazu, dass zum 1. April 1944 die drei Divisionen gemeinsam mit fast allen verbliebenen Einheiten der Territorial Force aufgelöst wurden.